# Serial cinematografico

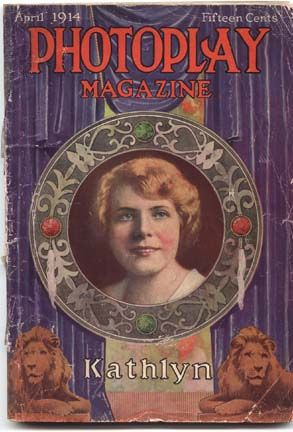
The Adventures of Kathlyn (1914), uno dei primi serial cinematografici

Il serial cinematografico (in inglese noto come serial film o movie serial) è un tipo d'opera ad episodi proposta al cinema, molto in voga negli anni trenta e quaranta in particolare negli Stati Uniti.
Questi serial in pratica costituivano un film esteso e solitamente erano costituiti da 15 episodi, ognuno dei quali veniva proiettato per una settimana nella stessa sala cinematografica. La conclusione di ogni episodio del serial generalmente era caratterizzata dal cliffhanger, ovvero dal finale aperto, in sospeso, per invitare il pubblico ad andare al cinema anche la settimana successiva.
Con l'avvento della televisione, questi serial vennero proposti dai network e la loro popolarità crebbe. Negli anni quaranta e nei primi anni cinquanta i serial erano stati così numerosi che cominciarono a perdere popolarità. L'aumento dei costi di produzione, la crescente realizzazione di lungometraggi sempre più sofisticati e la diffusione della televisione, nel periodo 1949-52, ne sancirono il definitivo declino.
Divennero noti anche in Italia col nome di "cineromanzi", e possono essere considerati gli antesignani delle moderne serie televisive.

## Storia
Benché il primo serial della storia del cinema sia stato What Happened to Mary?, prodotto dalla Edison Studios, The Adventures of Kathlyn - prodotto a Chicago dalla Selig - è considerato più importante perché adotta il sistema del cliffhanger: Il sistema - che incontra il favore del pubblico - diventa una sorta di marchio che connota da allora in poi il film seriale.

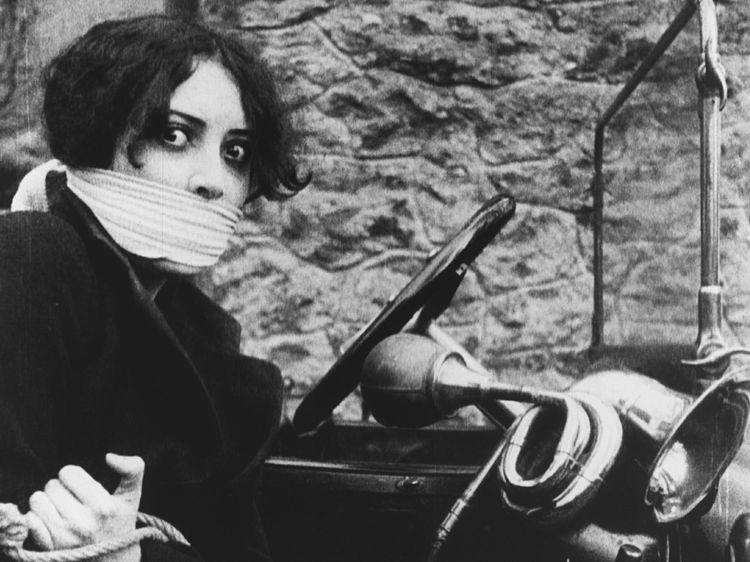
Les Vampires (1915): Irma Vep

In Francia, Louis Feuillade adotta al cinema il genere del feuilleton, girando già nel 1910 una serie di cortometraggi che hanno come protagonista il piccolo Bébé, interpretato dall'attore bambino René Dary di soli 5 anni. Ma è con il personaggio di Fantômas che Feuillade entra a buon diritto nella storia del cinema come uno degli inventori del serial. Nel 1913, gira per la Gaumont il suo primo film tratto dai romanzi di Marcel Allain e Pierre Souvestre. Il successo è clamoroso e il regista mette subito in cantiere altri cinque episodi. Solo la guerra riesce a fermare per il momento Fantômas.
Nasce intanto la diva del serial cinematografico: è Pearl White che, con The Perils of Pauline, serial in venti episodi prodotto dalla Pathé, raggiunge fama mondiale. Il suo nuovo serial, I misteri di New York, incontra un successo ancora maggiore. Atletica e sportiva, Pearl White si comporta sul set come una stunt woman, tanto da rimanere più volte ferita ed essere costretta, nei film successivi, a usare una controfigura.
La Gaumont, in risposta ai serial della Pathé, mette in lavorazione Les Vampires: si tratta di una banda di ladri capitanata dal Gran Vampiro che mette a soqquadro la vita sociale della borghesia francese. Nella banda, spicca l'affascinante Irma Vep (anagramma di vampire), la bella e intrigante Musidora che, in calzamaglia nera, si aggira nelle notti parigine alla testa dei fuorilegge. La serie è composta di dieci episodi, presentati con cadenza più o meno mensile: il pubblico francese va in delirio, ma il prefetto di polizia fa interdire le proiezioni pubbliche perché nel film la polizia risulta ridicolizzata. Osannato dai surrealisti, Les Vampires resta un classico del cinema.
Nel 1913, a Chicago, il produttore cinematografico William Nicholas Selig ha l'idea di adottare anche al cinema il sistema usato dai quotidiani che pubblicano le loro storie a puntate con un finale che rimanda al numero successivo per lo scioglimento di un importante snodo narrativo. Selig produce il secondo serial in assoluto della storia del cinema, The Adventures of Kathlyn, introducendo così nella storia un elemento di suspense alla fine di ogni episodio. Il suo inserimento, provoca curiosità nello spettatore, indotto a seguire la puntata successiva per vedere come andrà a finire. L'espediente narrativo prenderà il nome di cliffhanger. Il serial, interpretato dalla bionda e atletica Kathlyn Williams, ottiene un enorme successo, veicolato anche dalle puntate che appaiono pubblicate contemporaneamente sul Chicago Tribune, tanto che, con il suo nome, viene chiamato anche un ballo e un cocktail.
A partire dagli anni trenta alcune case cinematografiche, come ad esempio la Republic Pictures, si specializzarono nella produzione di serial che avevano come oggetto i supereroi o comunque personaggi dei fumetti statunitensi. Di seguito un elenco delle principali produzioni dell'epoca.

## Elenco

### Epoca del muto

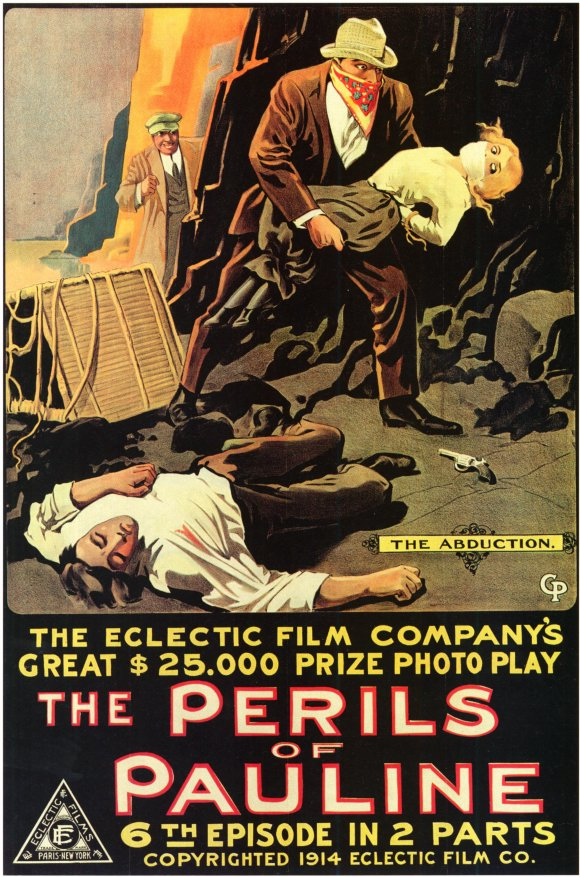
Pearl White in The Perils of Pauline

- What Happened to Mary?, regia di Charles Brabin - serial in 12 episodi con Mary Fuller (1912)
- The Adventures of Kathlyn, regia di Francis J. Grandon - serial in 13 episodi con Kathlyn Williams (1913)
- Fantômas, regia di Louis Feuillade - serial in 4 episodi (1913)
- Juve contre Fantômas, regia di Louis Feuillade - serial in 4 episodi (1913)
- Le Mort qui tue, regia di Louis Feuillade - serial in 6 episodi (1913)
- The Perils of Pauline, regia di Louis J. Gasnier, Donald MacKenzie - serial in 20 episodi con Pearl White (1914)
- The Hazards of Helen, regia di J. Gunnis Davis, J.P. McGowan, Robert G. Vignola e, non accreditati, Helen Holmes, Paul Hurst e Leo D. Maloney - serial in 119 episodi con Helen Holmes e Helen Gibson (nel ruolo di Helen) (1914-1916)
- I misteri di New York (The Exploits of Elaine), regia di Louis J. Gasnier, George B. Seitz e Leopold Wharton - serial in 14 episodi con Pearl White (1914)
- Les Vampires, regia di Louis Feuillade - serial di 400 min con Musidora (1915)
- The New Exploits of Elaine, regia di Louis J. Gasnier, Leopold Wharton, Theodore Wharton - serial di 10 episodi - con Pearl White (1915)
- Neal of the Navy, regia di William Bertram e W.M. Harvey - serial di 14 episodi con Lillian Lorraine (1915)
- The Secret of the Submarine, regia di George L. Sargent - serial di 15 episodi con Juanita Hansen (1915)
- Transatlantic (The Romance of Elaine), regia di George B. Seitz, Leopold Wharton, Theodore Wharton - serial in 12 episodi con Pearl White (1915)
- Beatrice Fairfax, regia di Leopold Wharton, Theodore Wharton - serial in 10 episodi con Grace Darling e Harry Fox (1916)
- Judex, regia di Louis Feuillade - serial di 300 min con Musidora (1916)
- The Hawk's Trail, regia di W. S. Van Dyke - serial in 15 episodi con King Baggot (1919)
- Daredevil Jack, regia di W. S. Van Dyke - serial cinematografico in 15 episodi con Jack Dempsey (1920)
- The Master Mystery, regia di Harry Grossman, Burton L. King - 15 episodi - con Harry Houdini e Ruth Stonehouse (1920)
- Fantômas, regia di Edward Sedgwick - serial statunitense in 20 episodi prodotto dalla Twentieth Century Fox (1920-1921)
- The Son of Tarzan, regia di Arthur J. Flaven e Harry Revier - serial in 15 episodi (253 min) con P. Dempsey Tabler (1920)
- The Adventures of Tarzan, regia di Robert F. Hill e Scott Sidney - serial in 15 episodi (264 min) con Elmo Lincoln (1921)
- The Oregon Trail, regia di Edward Laemmle - serial in 18 episodi con Art Acord film perduto (1923)
- Tarzan the Mighty, regia di Jack Nelson e Ray Taylor - serial in 15 episodi (231 min) con Frank Merrill, film perduto (1928)
- Tarzan the Tiger, regia di Henry MacRae - serial in 15 episodi (266 min) con Frank Merrill, ora di pubblico dominio e disponibile in DVD (1929)

### Genere supereroistico o tratto dai fumetti
- 1935: La città perduta
- 1936: Flash Gordon - Su Flash Gordon creato da Alex Raymond nel 1934 (primo dei 3 serial della Universal Pictures)
- 1937: Jungle Jim - Su Jungle Jim creato da Alex Raymond nel 1933
- 1937: Secret Agent X-9 - Sull'Agente segreto X-9 creato da Alex Raymond nel 1934 (primo dei 2 serial della Universal Pictures)
- 1937: Dick Tracy - Su Dick Tracy creato da Chester Gould nel 1931 (primo dei 4 serial della Republic Pictures)
- 1937: La maschera di Zorro (Zorro's Fighting Legion) - Su Zorro creato da Johnston McCulley nel 1919 (primo dei 5 serial della Republic Pictures)
- 1938: The Spider's Web - Su The Spider creato da Harry Steeger nel 1933 (primo dei 2 serial della Columbia Pictures)
- 1939: Buck Rogers - Su Buck Rogers disegnato da Dick Calkins sul personaggio creato da Philip Francis Nowlan nel 1928
- 1939: Mandrake the Magician - Su Mandrake il mago disegnato da Phil Davis sul personaggio creato da Lee Falk nel 1934
- 1940: The Green Hornet - Su Calabrone verde creato da George W. Trendle e Fran Striker nel 1936
- 1940: The Shadow - Sull'Uomo Ombra creato da Walter B. Gibson nel 1931
- 1941: Adventures of Captain Marvel - Su Capitan Marvel creato da C.C. Beck e Bill Parker nel 1939
- 1943: Batman - Su Batman creato da Bob Kane nel 1939
- 1943: The Phantom - Su l'Uomo mascherato creato da Lee Falk nel 1936
- 1944: Captain America - Su Capitan America da Joe Simon e Jack Kirby nel 1941.
- 1946: The Phantom Rider - su Phantom Rider da Spencer Gordon Bennet e Fred C. Brannon.
- 1947: Jack Armstrong, regia di Wallace Fox

Furono tuttavia molte altre le strisce a fumetti che negli Stati Uniti poterono contare su almeno un serial: si possono citare ancora The Lone Ranger e Superman, questi ultimi due molto prima delle corrispondenti serie cinematografiche.